# بیلی استوارت (بازیکن فوتبال)
بیلی استوارت (انگلیسی: Billy Stewart؛ زادهٔ ۱ ژانویهٔ ۱۹۶۵) بازیکن فوتبال سابق انگلستان بود که در پست دروازه‌بان در باشگاه فوتبال چستر سیتی بازی می‌کرد.
از باشگاه‌هایی که در آن بازی کرده‌است می‌توان به باشگاه فوتبال چسترفیلد، باشگاه فوتبال لیورپول، باشگاه فوتبال نورث‌همپتون تاون، باشگاه فوتبال ویگان اتلتیک، باشگاه فوتبال مارین، باشگاه فوتبال بامبر بریج، باشگاه فوتبال ساوتپورت، و باشگاه فوتبال بارسلونا اشاره کرد.
وی همچنین در تیم ملی فوتبال نیمه حرفه‌ای انگلستان بازی کرده‌است.